# FM (No Static at All)
FM (No Static at All) è un singolo del gruppo musicale statunitense Steely Dan, pubblicato nel 1978 ed estratto dalla colonna sonora del film FM.

## Tracce
- 7"

1. FM (No Static at All)
2. FM (No Static at All) - Reprise

## Formazione
- Donald Fagen – voce, piano
- Walter Becker – basso, chitarra elettrica
- Jeff Porcaro – batteria, percussioni
- Victor Feldman – percussioni
- Pete Christlieb – sassofono tenore
- Glenn Frey, Don Henley, Tim Schmit – cori
- Johnny Mandel – arrangiamento archi

## Classifiche
| Classifica (1978) | Posizione raggiunta |
| ----------------- | ------------------- |
| Stati Uniti       | 22                  |